# Парана (город)
Парана (исп. Paraná) — столица аргентинской провинции Энтре-Риос, расположенной на восточном берегу реки Парана, напротив города Санта-Фе, столицы соседней провинции Санта-Фе.
Население города 237 968 жителей (по переписи 2001 года). Более 390 тысяч в 2018 году.
Парана — место пребывания провинциального правительства, а также крупный речной порт по перевалке зерновых грузов, скота, рыбы и пиломатериалов из близлежащих регионов. Основные отрасли промышленности — производства цемента, мебели и керамики.
В центре города соседствуют колониальные церкви, здания в европейском стиле, такие, как Театр 3 февраля, Дом правительства, смешанный стиль городского собора, и современные башни в районе парка им. Уркиса (Parque Urquiza).
Город Парана связан тоннелем с городом Санта-Фе на другой стороне реки, открытом в 1969 году. Из аэропорта имени Генерала Хусто Хосе де Уркиса (General Justo José de Urquiza) (ИАТА PRA) 31°47′07″ ю. ш. 60°28′09″ з. д. в 7,5 км от города, совершаются регулярные полёты в Буэнос-Айрес.

## История
В течение XVI века, жители города Санта-Фе селились также на другой стороне реки Парана, известном как de la otra Banda del Paraná (с другой стороны Параны). Поселение не имело официального статуса, и оно медленно росло как город-спутник Санта-Фе.
23 октября 1730 года местной часовне был присвоен статус приходской церкви, и эта дата принята в качестве начала официальной истории города.
В 1813 году получен статус деревни, а в 1822 году Парана объявлен столицей территории нынешней провинции. В период с 1854 по 1861 год он был столицей Конфедерации Аргентины («Аргентинская конфедерация») в период правления местного каудильо Хусто Хосе де Уркиса, что дало городу возможность для быстрого роста. В 1883 году был восстановлен статус столицы провинции.

## Знаменитые уроженцы
- Эваристо Карриего (1883–1912) – поэт.
- Антонио Креспо (1851—1893) — политик.
- Эмилио Эдуардо Массера (1925—2010) — член Правящей хунты Аргентины в 1976—1981 годах.
- Рауль Сангинетти (1933—2000) — шахматист.
- Роберто Айяла (род.1973) — футболист.
- Бруно Мариони (род.1975) — футболист.
- Флоренсия Мутио (род.1984) — олимпийская призёрка по хоккею на траве.
- Хуан Игнасио Кавальяро (род.1994) — футболист.

## В культуре
Близ города находилась гасиенда «Долорес» Педро Зурита в романе А. Беляева «Человек-амфибия».